# 2845 Franklinken
2845 Franklinken eller 1981 OF är en asteroid i huvudbältet som upptäcktes den 26 juli 1981 av den amerikanske astronomen Edward L.G. Bowell vid Anderson Mesa Station. Den är uppkallad efter den amerikanske astronomen Kenneth L. Franklin.
Asteroiden har en diameter på ungefär 5 kilometer och den tillhör asteroidgruppen Flora.